# Домбрувка-Слупська
Домбрувка-Слупська (пол. Dąbrówka Słupska, нім. Eichenhain) — село в Польщі, у гміні Шубін Накельського повіту Куявсько-Поморського воєводства.
Населення — 262 особи (2011).
У 1975-1998 роках село належало до Бидгощського воєводства.

## Демографія
Демографічна структура станом на 31 березня 2011 року:
|          | Загалом | Допрацездатний вік | Працездатний вік | Постпрацездатний вік |
| -------- | ------- | ------------------ | ---------------- | -------------------- |
| Чоловіки | 135     | 34                 | 93               | 8                    |
| Жінки    | 127     | 21                 | 87               | 19                   |
| Разом    | 262     | 55                 | 180              | 27                   |